# 鳩崎村
鳩崎村（はとさきむら）は茨城県稲敷郡にかつて存在した村である。

## 地理
- 現在の稲敷市の北部、旧江戸崎町の北東部に位置する。
- 村域は台地と平地が入り組む谷戸が多い地形になっている。
- 村は霞ヶ浦の西岸に位置する。

## 歴史

### 村域の変遷
- 1889年（明治22年）4月1日 - 町村制施行により、鳩崎村・佐倉村・古渡村が合併し信太郡鳩崎村が発足。
- 1896年（明治29年）4月1日 - 信太郡は河内郡と合併し稲敷郡が発足。稲敷郡鳩崎村になる。
- 1954年（昭和29年）11月3日 - 鳩崎村は江戸崎町・君賀村・沼里村・高田村とともに合併し江戸崎町が発足。鳩崎村は消滅。

変遷表
| 1868年 以前 | 1868年 以前 | 1868年 以前 | 明治22年 4月1日 | 明治29年 4月1日 | 明治29年 4月1日 | 昭和29年 11月3日 | 平成17年 3月22日 | 現在   |
| ----------- | ----------- | ----------- | --------------- | --------------- | --------------- | ---------------- | ---------------- | ------ |
| 信太郡      |             | 鳩崎村      | 鳩崎村          | 稲敷郡 発足     | 鳩崎村          | 江戸崎町         | 稲敷市           | 稲敷市 |
| 信太郡      | 佐倉村      |             | 鳩崎村          | 稲敷郡 発足     | 鳩崎村          | 江戸崎町         | 稲敷市           | 稲敷市 |
| 信太郡      | 古渡村      |             | 鳩崎村          | 稲敷郡 発足     | 鳩崎村          | 江戸崎町         | 稲敷市           | 稲敷市 |

## 人口・世帯

### 人口
総数 [単位： 人]
| 1891年（明治24年） | 1,442 |
| 1920年（大正 9年） | 1,541 |
| 1935年（昭和10年） | 1,671 |
| 1950年（昭和25年） | 2,273 |

### 世帯
総数 [単位： 世帯]
| 1920年（大正 9年） | 292 |
| 1935年（昭和10年） | 288 |
| 1950年（昭和25年） | 405 |

## 交通

### 道路
- 二級国道
  - 国道125号